# Ben Arous (stad)
Ben Arous is een stad in Tunesië en is de hoofdplaats van het gelijknamige gouvernement Ben Arous.
Bij de volkstelling van 2004 telde Ben Arous 74.932 inwoners. Bij de laatste volkstelling in 2014 steeg dit aantal naar 88.322 inwoners

## Stedenband
- Saint-Étienne, (Frankrijk)

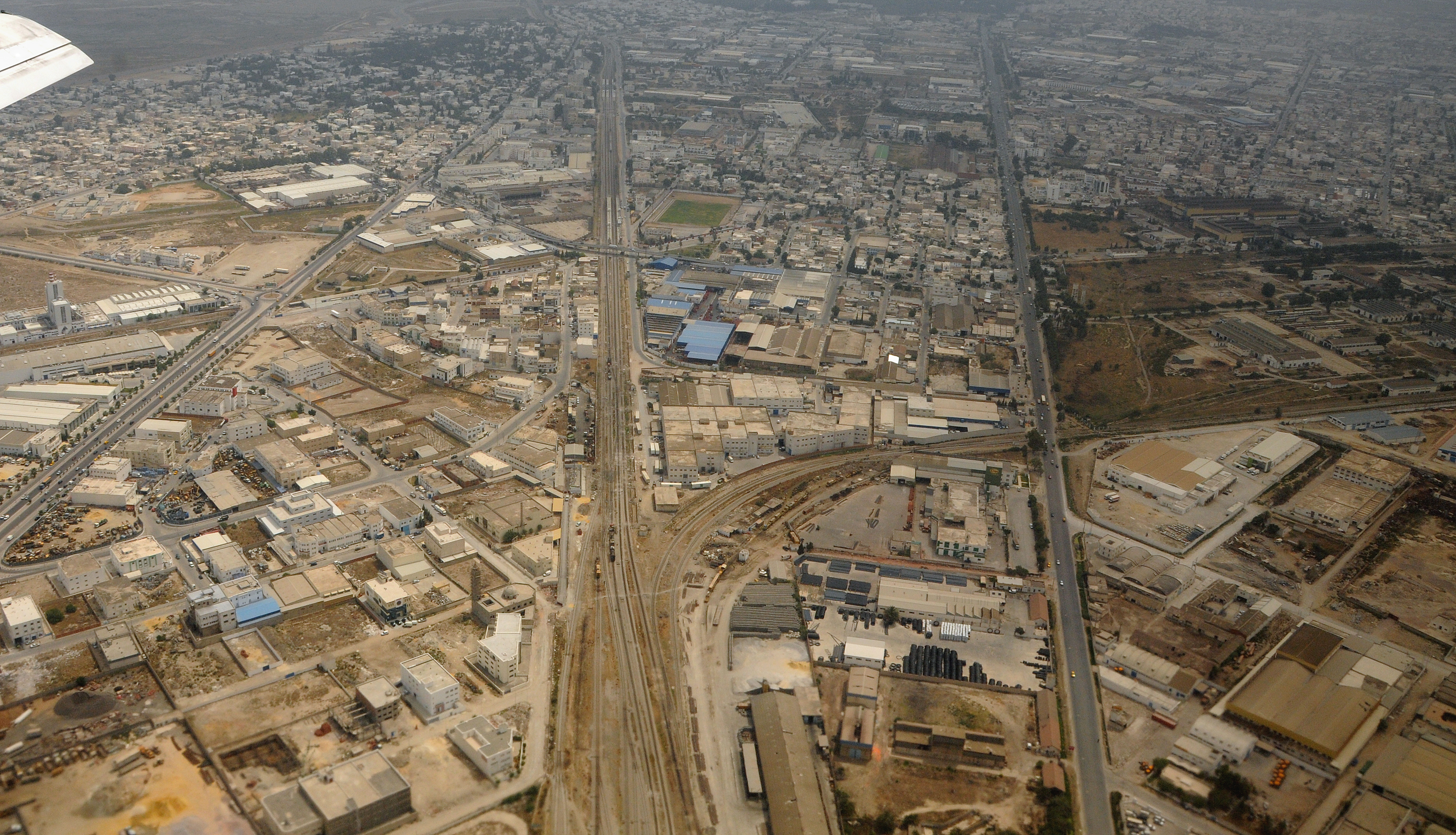
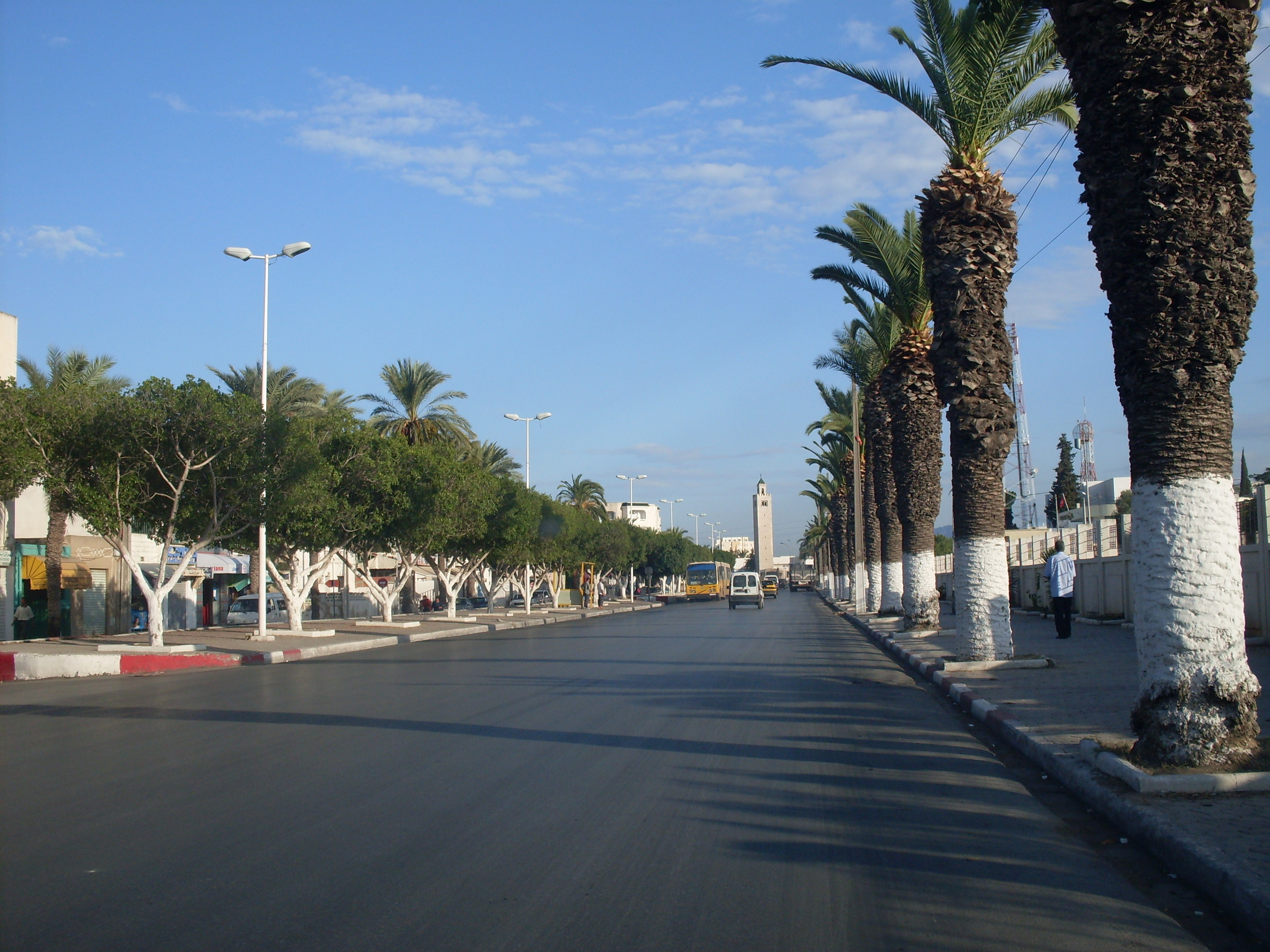